# Schwand (Wasserburg)
Schwand  (mundartlich: s'Schwand oder Höltslə) ist ein Gemeindeteil der bayerisch-schwäbischen Gemeinde Wasserburg im Landkreis Lindau (Bodensee) in Deutschland.

## Geographie
Die Einöde liegt circa zwei Kilometer südöstlich des Hauptorts Wasserburg. Im Süden grenzt Schwand an den Lindauer Stadtteil Degelstein, nördlich des Orts befindet sich das Naturschutzgebiet Bichlweiher und Bichlweihermoos.

## Geschichte
Schwand wurde im Jahr 1818 erstmals schriftlich erwähnt. In anderen Quellen wird der Ort bereits 1485 erwähnt. Der Ortsname stammt vom mittelhochdeutschen Wort swant für Aushauen eines Waldes. Im Jahr 1875 wurde ein Wohngebäude im Ort gezählt.